# Persecuzione dei cristiani sotto Marco Aurelio

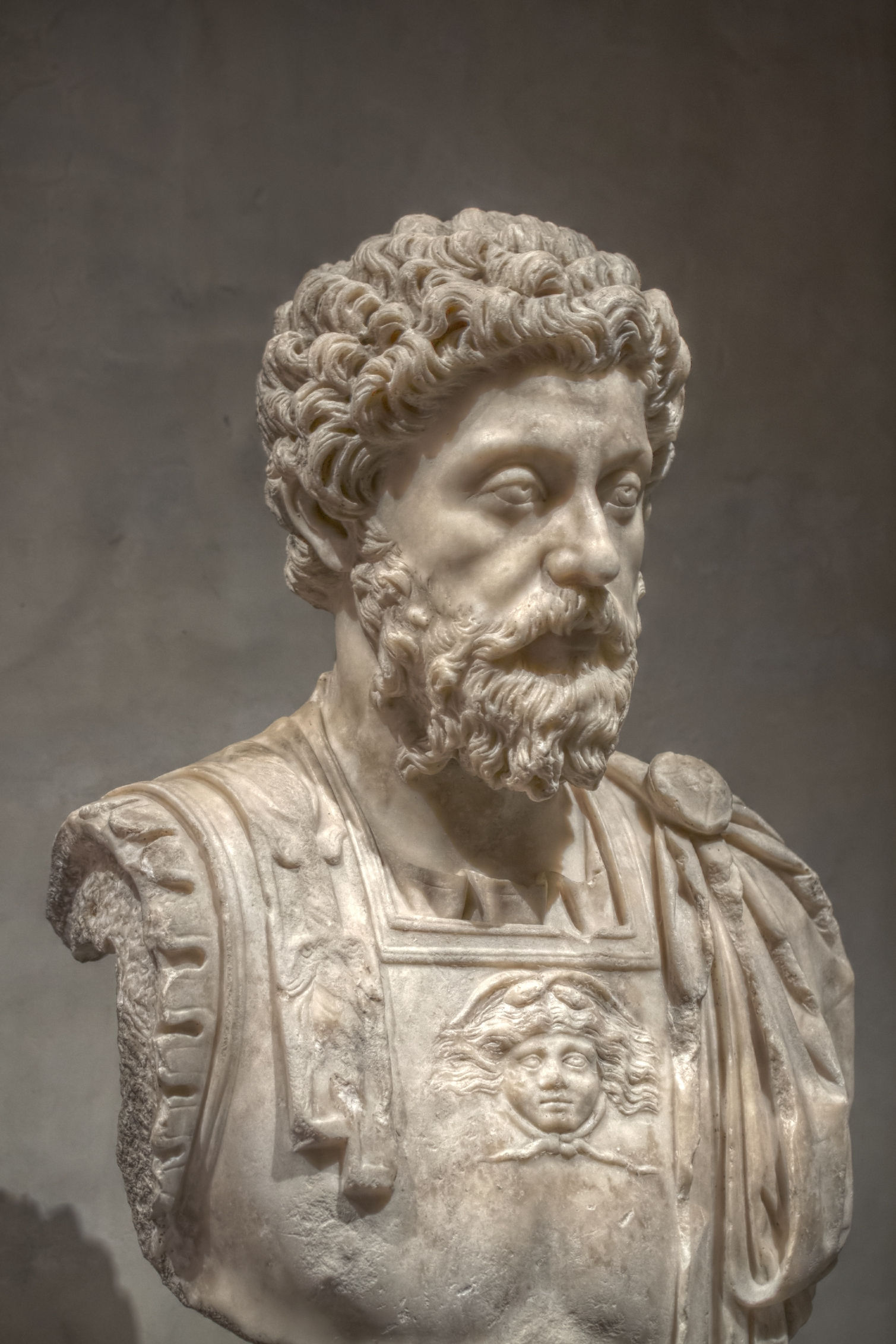
L'imperatore Marco Aurelio

Durante il regno dell'imperatore Marco Aurelio si verificarono diversi episodi di persecuzione di cristiani, non tutti direttamente riconducibili alla volontà del Principe.
Anche se, prima di diventare imperatore, Marco Aurelio seguì la linea indulgente degli imperatori Adriano e Antonino Pio (e la continuò nei confronti dei culti ammessi), è elencato dalla storiografia cristiana tra i persecutori, insieme a Nerone, Domiziano, Diocleziano, Galerio, Valeriano e Decio. Per la verità, intorno al 155, anche sotto Antonino Pio, morì martire il vescovo di Smirne Policarpo, come narrato in Atti ritenuti attendibili.
Molti disordini si verificarono sotto il regno di Marco Aurelio, segnato da epidemie, carestie e invasioni. Più volte le folle in questi anni diedero la caccia ai cristiani, ritenuti responsabili di tutto, e i martiri furono numerosi. Eusebio ricorda tra gli altri l'apologeta e filosofo Giustino, condannato in un processo presieduto da Quinto Giunio Rustico, maestro di Marco, in qualità di Prefetto dell'Urbe. A questo periodo risale anche un'invettiva dell'altro maestro dell'imperatore, Marco Cornelio Frontone, che accusa i seguaci della nuova religione di infanticidio, suscitando reazioni anticristiane in Asia e nelle Gallie.

## Rilievo della persecuzione antonina

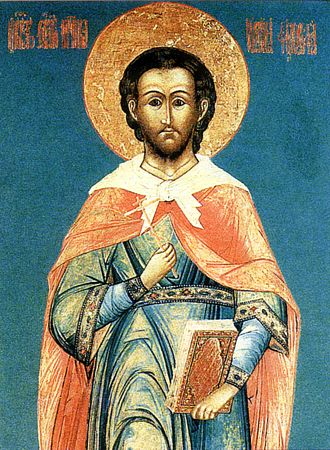
Giustino, sostenitore dell'interpretazione più favorevole del rescritto di Adriano, fu martirizzato sotto Marco Aurelio.

Che la persecuzione sia attestata sotto il regno di Marco Aurelio, fomentata dall'odio eccitato del popolo, è testimoniato dalle apologie rivolte all'imperatore da parte di Atenagora, Melitone, Apollinare Claudio e Milziade, nonché dagli illustri martìri di Giustino a Roma, e di un gruppo di cristiani a Lugdunum (fra i quali il vescovo Fotino e la vergine Blandina), mentre in Oriente perirono Publio di Atene e il vescovo di Laodicea, Sagari.
Secondo la Historia Augusta, nel 177 Marco Aurelio emise un editto, con il quale ordinò sacrifici pubblici e riti purificatori per ottenere la protezione degli dèi contro un'invasione barbarica giunta fino ad Aquileia. Il rifiuto dei cristiani di praticare tali sacrifici provocò una violenta reazione popolare, la cui colpa non è però attribuibile all'imperatore. 

### La questione legale
Anche se non fu emanato un vero editto, poté avere valore di legge un rescritto imperiale del 176, che minacciava di esilio la nobiltà romana e di morte i plebei che insistessero a diffondere nuovi culti. I processi contro i cristiani si svolgevano inoltre in base alla normativa vigente dal tempo di Traiano (rescritto di Traiano del 112), a partire da denunce individuali e senza ricerca d'ufficio.

### I martiri di Lione
L'unica eccezione all'applicazione delle norme traianee si ebbe in occasione del processo lionese del 177, durante il quale il legato della Gallia Lugdunense agì, su disposizione dell'imperatore che avrebbe inteso calcare la mano contro i cristiani, in deroga dall'editto traianeo, non attenendosi al divieto della ricerca d'ufficio e riservando ugualmente la condanna anche agli apostati (per i quali era previsto il perdono). 
Nel V libro della sua  Storia Ecclesiastica , sempre Eusebio di Cesarea riporta i brani principali della "Lettera delle chiese di Vienne e di Lione alle chiese dell'Asia e della Frigia", in cui vengono documentate le vessazioni nei confronti dei cinquanta cristiani lionesi (tra cui un cittadino romano, San Attalo di Pergamo, al quale non fu riservata la morte per decapitazione, nonostante il divieto dell'imperatore), per lo più stranieri, e le loro esecuzioni capitali avvenute nell'anfiteatro e nel foro di Lione. La retata era avvenuta per mano del tribuno della coorte urbana di Lione, su disposizione del legato (che avrebbe richiesto la conferma della condanna all'imperatore) e di conserva con le alte cariche cittadine.
Di questi cristiani, torturati e gettati in carcere, molti morirono per soffocamento. La folla, già pervasa di xenofobia ed aizzata da false accuse (di cannibalismo e rapporti incestuosi, che nascevano dalla errata percezione del rito dell'eucaristia e delle agapi, ovvero dei banchetti eucaristici in uso presso gli Esseni) diffuse sul conto dei cristiani, infierì su di loro senza più alcun riguardo per l'età o per il sesso dei condannati come quelli citati in precedenza: il vescovo ultranovantenne Potino (o Fotino), linciato dalla folla, spirò in carcere; il quindicenne Pontico e la schiava Blandina, dopo essere stati costretti per giorni ad assistere all'esecuzione degli altri, furono essi stessi torturati e uccisi.

### La responsabilità dell'imperatore
Queste persecuzioni, sebbene non sempre imputabili a Marco Aurelio in persona, impegnato allora su fronti diversi, furono conseguenza della politica generale tenuta dagli imperatori adottivi a partire da Traiano e Adriano, secondo la quale i cristiani venivano ignorati e tollerati fino alle denunce non anonime, che spesso il popolo stesso faceva nelle province (i cristiani erano assimilati agli ebrei, che spesso causavano tumulti nazionalistici e atti di violenza contro cittadini romani, anche dopo la guerra giudaica e la distruzione del Tempio di Gerusalemme), ma venivano processati se, dopo regolare denuncia con prove (in quanto culto non riconosciuto e considerato anti-romano), rifiutavano una prova di sacrificio o adorazione agli dei, ovvero alla statua dell'imperatore (gettando grani d'incenso davanti a essa, di solito).
Marco Aurelio, personalmente, non mostra esplicito disprezzo per i cristiani, né li considera un vero pericolo, ma non ne condivide le idee e li considera dei fanatici, in particolare avendo in mente la setta dei montanisti (bersaglio diretto di Celso), un gruppo poi dichiarato eretico; essi si gettavano volontariamente nelle arene e si auto-denunciavano con l'obiettivo di divenire dei martiri, ed erano stati tra i responsabili dei disordini di Vienne, che avevano portato a una delle repressioni citate.
Tra gli storici vi sono anche intellettuali che hanno comunque ridimensionato la persecuzione antonina, in particolare autori di area illuminista come, nel Settecento, Edward Gibbon o Voltaire che scrisse "ancor meno darò il nome di persecutori a Traiano o agli Antonini: mi sembrerebbe di bestemmiare", elogiandone invece la tolleranza. Voltaire sostenne a più riprese che tutti gli imperatori romani, e specificatamente Marco Aurelio e Antonino Pio, non perseguitarono mai i cristiani per la loro religione, ma per l'atteggiamento anti-imperiale tenuto da molti di essi, quindi per un crimine politico.
W.H.C. Frend sostiene che nei primi due secoli le autorità agissero come “passivi destinatari delle richieste del popolo per la distruzione dei cristiani”. Conformemente al rescritto di Traiano i cristiani non erano infatti ricercati e le loro comunità, pur costantemente minacciate, ebbero modo di continuare a crescere. Come già in precedenza, l'eroismo dei martiri indusse molti all'ammirazione ed alla conversione, tra i quali Tertulliano, che diventerà apologeta e scriverà che “il sangue dei martiri fu la semente dei cristiani”. In seguito Tertulliano si avvicinò ai montanisti, un gruppo estremista disapprovato dall'ortodossia che esaltava il martirio spingendo all'autodenuncia ed alla provocazione delle autorità. Si è anche sostenuto che le idee montaniste sul martirio furono probabilmente tra le cause delle repressioni avvenute sotto Marco Aurelio.

### Fonti primarie
- Corpus Iuris Civilis.
- Codex Theodosianus.
- Ammiano Marcellino, Res Gestae Libri XXXI.
- Aurelio Vittore, De Caesaribus.
- Aurelio Vittore, Epitome de Caesaribus. Traduzione in inglese qui
- Publio Elio Aristide, Orationes.
- Aulo Gellio, Noctes Atticae.  Traduzione in inglese qui.
- Cassio Dione Cocceiano, Historia Romana. LXIX-LXXIII  Versione in inglese qui.
- Celso, Discorso di verità (ἀληθὴς λόγος) in Origene, Contra Celsum
- Eutropio, Breviarium ab Urbe condita.
- Erodiano, Storia dell'impero dopo Marco Aurelio (Τῆς μετὰ Μάρκον βασιλείας ἰστορίαι). Versione in inglese qui Archiviato il 4 maggio 2015 in Internet Archive.
- Eusebio di Cesarea, Historia Ecclesiastica (Ἐκκλησιαστικῆς ἱστορίας). Versione in inglese qui
- Frontone, Epistulae.
- Gaio, Institutiones.
- Giuliano, I Cesari o I Saturnali. trad. in francese Opere complete, Parigi, 1924-1964.
- Historia Augusta, Vite di Adriano, Antonino Pio, Marco Aurelio, Lucio Vero, Avidio Cassio e Commodo.  Versioni in inglese qui, qui e qui.
- Livio, Ab Urbe condita libri.
- Luciano di Samosata, Historia quomodo conscribenda (Πῶς δεῖ Ἱστορίαν συγγράφειν), in H.W. Fowler & H.G. Fowler (a cura di), The Works of Lucian of Samosata.
- Plinio il Giovane, Epistulae.
- Plutarco, Vite parallele.
- Gaio Svetonio Tranquillo, De Vita Caesarum,  libri I-II-III.
- Publio Cornelio Tacito, Dialogus de oratoribus.
- Tertulliano, Apologeticum.

### Fonti storiografiche moderne

#### In italiano
- Giuseppe Antonelli, Gli uomini che fecero grande Roma antica, Roma, Newton Compton, 2002, ISBN 88-8289-635-8.
- Isabella Adinolfi, Diritti umani: realtà e utopia, Venezia, Città Nuova, 2004, ISBN 88-311-0139-0.
- Maria Laura Astarita, Avidio Cassio, Roma, Edizioni di storia e letteratura, 1983.
- Karl Baus, Storia della Chiesa, Le origini, vol. I, Milano, Jaca Book, 2006.
- Ranuccio Bianchi Bandinelli, Mario Torelli, L'arte dell'antichità classica, Etruria-Roma, Torino, Utet, 1976.
- Karl Bihlmeyer, Hermann Tuechle, Le persecuzioni dei cristiani da Nerone alla metà del III secolo in "Storia della Chiesa", vol. I, "L'antichità", Brescia, Morcelliana, 1960.
- Anthony Richard Birley, Marco Aurelio, Milano, Rusconi, 1990, ISBN 88-18-18011-8.
- Giovanni Brizzi, Cristiano Sigurani, Leoni sul Danubio: nuove considerazioni su un episodio delle guerre di Marco Aurelio, in Livio Zerbini (a cura di), Roma e le province del Danubio, Soveria Mannelli, Rubbettino, 2010,  pp. 391-401, ISBN 978-88-498-2828-3.
- Carlo Carena, Introduzione ai Ricordi di Marco Aurelio, Torino, Einaudi, 2006.
- Thomas Casadei, Sauro Mattarelli, Il senso della repubblica: schiavitù, Roma, Franco Angeli, 2009.
- Guido Clemente, La riorganizzazione politico-istituzionale da Antonino a Commodo, in Arnaldo Momigliano e Aldo Schiavone (a cura di), Storia di Roma, II, Torino, Einaudi, 1990., ripubblicata anche come  Storia Einaudi dei Greci e dei Romani, XVI, Milano, Il Sole 24 ORE, 2008.
- Filippo Coarelli, La colonna di Marco Aurelio, Roma, Colombo, 2008, ISBN 88-86359-97-7.
- Cosimo Costa, L'umano riuscito: una ermeneusi dei 'Ricordi' di Marco Aurelio, Roma, Anicia, 2012.
- Augusto Fraschetti, Marco Aurelio: la miseria della filosofia, Roma, Laterza, 2008, ISBN 88-420-8376-3.
- Albino Garzetti, L'Impero da Tiberio agli Antonini, Bologna, Cappelli, 1960,  pp. 493 ss..
- Pierre Grimal, Marco Aurelio, Milano, Garzanti, 2004, ISBN 88-11-67702-5.
- Pierre Hadot, Giovanni Reale, La cittadella interiore: introduzione ai 'Pensieri' di Marco Aurelio, Milano, Vita e Pensiero, 1996, ISBN 88-343-0808-5.
- Giorgio Jossa, Giudei, pagani e cristiani. Quattro saggi sulla spiritualità del mondo antico, Napoli, Associazione di studi tardoantichi, 1977.
- Claude Lepelley I cristiani e l'Impero romano in AA.VV., Storia del Cristianesimo – Vol. 1 a cura di L. Pietri Il nuovo popolo: dalle origini al 250, 2003, Roma, Borla / Città Nuova.
- Yann Le Bohec, Armi e guerrieri di Roma antica: da Diocleziano alla caduta dell'Impero, Roma, Carocci, 2008, ISBN 978-88-430-4677-5.
- Santo Mazzarino, L'Impero romano, vol. 2, Bari, Laterza, 1973-1976.
- Santo Mazzarino, Antico, tardoantico ed era costantiniana, volume I, vol. 1, Bari, Dedalo, 1974.
- Chiara Melani, Francesca Fontanella e Giovanni Alberto Cecconi, Storia illustrata di Roma antica, Roma, Giunti, 2000, ISBN 88-09-01748-X.
- Wayne A. Meeks, Il cristianesimo, in Arnaldo Momigliano e Aldo Schiavone (a cura di), Storia di Roma, vol. 2: L'impero mediterraneo, tomo III: La cultura e l'impero, Torino, Einaudi, 1992.
- Enrico Norelli, A Diogneto, Roma, Edizioni Paoline, 1991, ISBN 88-315-0611-0.
- Antonio Parrino, I diritti umani nel processo della loro determinazione storico-politica, Roma, Edizioni Universitarie romane, 2007, ISBN 88-6022-045-9.
- Luciano Perelli, Storia della letteratura latina, Torino, Paravia, 1969, ISBN 88-395-0255-6.
- Ernest Renan, Marco Aurelio e la fine del mondo antico, Milano, Corbaccio, 1937.
- Giorgio Ruffolo, Quando l'Italia era una superpotenza: il ferro di Roma e l'oro dei mercanti, Torino, Einaudi, 2004, ISBN 88-06-16804-5.
- Giovanni Salmeri (a cura di), Gli stoici [collegamento interrotto], su La filosofia e i suoi eroi.
- Adriano Savio, Monete romane, Roma, Jouvence, 2001, ISBN 88-7801-291-2.
- Marta Sordi, I cristiani e l'impero romano, Milano, Jaca Book, 2004, ISBN 88-16-40671-2.
- Marta Sordi (a cura di), Fazioni e congiure nel mondo antico, Milano, Vita e Pensiero, ISBN 88-343-0005-X.

#### In inglese e tedesco
- Gregory S. Aldrete, Floods of the Tiber in Ancient Rome, Baltimore, Johns Hopkins University Press, 2006, ISBN 978-1-4356-9190-2.
- Géza Alföldy, Konsulat und Senatorenstand unter den Antoninen: prosopographische Untersuchungen zur senatorischen Führungsschicht, Bonn, Habelt, 1977, ISBN 978-3-7749-1334-9.
- Timoty D. Barnes, Hadrian and Lucius Verus, in Journal of Roman Studies, vol. 57, n. 1-2, 1967,  pp. 65-79.
- Anthony Richard Birley, Marcus Aurelius: A Biography, London, Routledge, 1987, ISBN 0-415-17125-3.
- Anthony Richard Birley, Hadrian to the Antonines, in The Cambridge Ancient History, XI: The High Empire, A.D. 70–192, 2000,  pp. 132-194, ISBN 978-0-521-26335-1.
- Marc Bloch, Comme et pourqoi finit l'esclavage antique, in Annales. Histoire, Sciences Sociales, vol. 2, n. 1, 1947,  pp. 30-44.
- Alan Cameron, Anthony Birley's: "Marcus Aurelius", in Classical Review, vol. 17, n. 3, 1967,  pp. 347-350.
- Edward Champlin, The Chronology of Fronto, in Journal of Roman Studies, vol. 64, London, 1974,  pp. 136-159.
- Edward Champlin, Fronto and Antonine Rome, Cambridge, MA, Harvard University Press, 1980, ISBN 0-674-32668-7.
- Werner Eck, Die Statthalter der germanischen Provinzen vom 1.-3. Jahrhundert, Koln, Rheinland-Verlag, 1985, ISBN 3-7927-0807-8.
- Kaveh Farrokh, Shadows in the Desert: Ancient Persia at War, Osprey Publishing, 2007, ISBN 1-84603-108-7.
- H.W. Fowler, The Works of Lucian of Samosata, in The Way to Write History online at Sacred Texts, based on the Gutenberg e-text, vol. 2, Oxford, Clarendon Press, 1905.
- James Francis, Subversive Virtue: Asceticism and Authority in the Second-Century Pagan World, University Park, Pa., Pennsylvania State University Press, 1995, ISBN 0-271-01304-4.
- W.H.C. Frend, Martyrdom and Persecution in the Early Church, Oxford, Basil Blackwell, 1965.
- Rick Anthony Furtak, Marcus Aurelius: Kierkegaard's Use and Abuse of the Stoic Emperor, in Jon Stewart (a cura di), Kierkegaard and the Roman World, Farnham, Ashgate Publishing, 2009,  pp. 69-74, ISBN 978-0-7546-6554-0.
- Edward Gibbon, The History of the Decline and Fall of the Roman Empire, 6 voll., London, Strahan & Cadell, 1776-1789.
- Michael Grant, The Climax of Rome: The Final Achievements of the Ancient World, AD 161-337, Boston, Little, Brown, 1968.
- Michael Grant, The Antonines: the Roman Empire in Transition, New York, Routledge, 1996, ISBN 978-0-415-13814-7.
- Gregory Hays, Introduction to Marcus Aurelius Meditations, London, Weidenfeld and Nicholson, 2003, ISBN 978-0-415-13814-7.
- C.R. Haines (a cura di), Correspondance of Marcus Cornelius Fronto with Marcus Aurelius Antoninus, Lucius Verus, Anoninus Pius, and various friends, vol. 2, London & Cambridge (Mass.), Collection Loeb, 1980.
- Harold Mattingly, Antoninus Pius to Commodus, in Coins of the Roman Empire in the British Museum, IV, Londra, 1940.
- R.H. McDowell, Coins from Seleucia on the Tigris, Ann Arbor, University of Michigan Press, 1935.
- Frank McLynn, Marcus Aurelius: Warrior, Philosopher, Emperor, London, Bodley Head, 2009, ISBN 978-0-224-07292-2.
- Ronald Mellor, Recensione a Fronto and Antonine Rome of E. Champlin, in The American Journal of Philology, vol. 103, n. 4, 1982,  pp. 460-461 passim.
- Fergus Millar, Emperors at Work, in Journal of Roman Studies, vol. 57, n. 1-2, 1967,  pp. 9-19.
- Fergus Millar, The Roman Near East: 31 BC – AD 337, Cambridge, MA, Harvard University Press, 1993, ISBN 0-674-77885-5.
- Edwin G. Pulleyblank, The Roman Empire as Known to Han China, in Journal of the American Oriental Society, vol. 119, n. 1, Jan-Mar. 1999,  pp. 71-79.
- Pat Southern, The Roman Empire: from Severus to Constantine, London; New York, Routledge, 2001, ISBN 0-415-23943-5.
- William O. Stephens, Marcus Aurelius: A Guide for the Perplexed, London, Continuum, 2012, ISBN 978-1-4411-2561-3. URL consultato il 14 gennaio 2014 (archiviato dall'url originale il 19 gennaio 2013).
- Stephen A. Stertz, Marcus Aurelius as Ideal Emperor in Late-Antique Greek Thought, in The Classical World, vol. 70, n. 7, Apr-May 1977,  pp. 433-439.
- Christopher Scarre, Chronicle of the Roman Emperors: the Reign-by-Reign Record of the Rulers of Imperial Rome, London; New York, Thames & Hudson, 1995, ISBN 0-500-05077-5.
- Richard Sorabji, Self: Ancient and Modern Insights about Individuality, Life, and Death, Oxford, Oxford University Press, 2006, ISBN 978-0-19-926639-5.
- Ronald Syme, The Ummidii, in Historia, vol. 17, n. 1, Jan. 1968,  pp. 72-105.
- Henry Wace, Dictionary of Christian Biography and Literature to the End of the Sixth Century with an Account of the Principal Sects and Heresies, London, J. Murray, 1911.

### Marco Aurelio nelle opere letterarie e politologiche moderne
- Niccolò Machiavelli, Il Principe, 1527.
- Voltaire, Dizionario filosofico, 1764.
- Voltaire, Trattato sulla tolleranza, 1763.